# Дорожнє (Бахчисарайський район)
Доро́жнє (до 1945 року — Бій-Елі́, крим. Biy Eli) — село в Україні, у Бахчисарайському районі Автономної Республіки Крим. Підпорядковане Плодівській сільській раді.
Відстань від райцентру до населеного пункта становить 14 кілометрів по прямій.

## Назва
Biy має значення "бей", "князь", Eli означає "місцевість", "край". Назву можна перекласти як «земля бея». Враховуючи, що Альмінська долина була бейликом (вотчиною) беїв Яшлав, можна припустити, що село колись належало їхньому роду.